# Villaudric

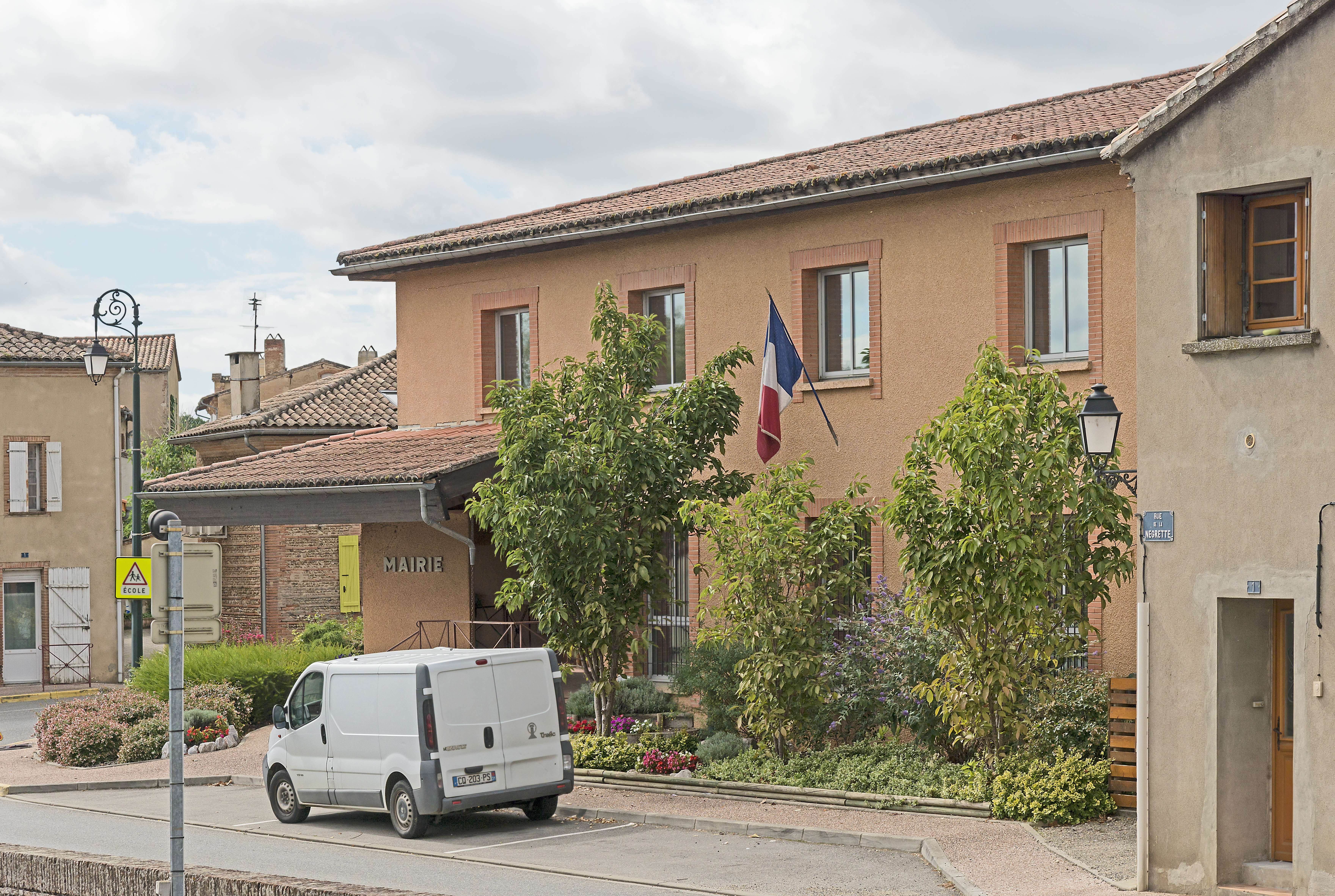
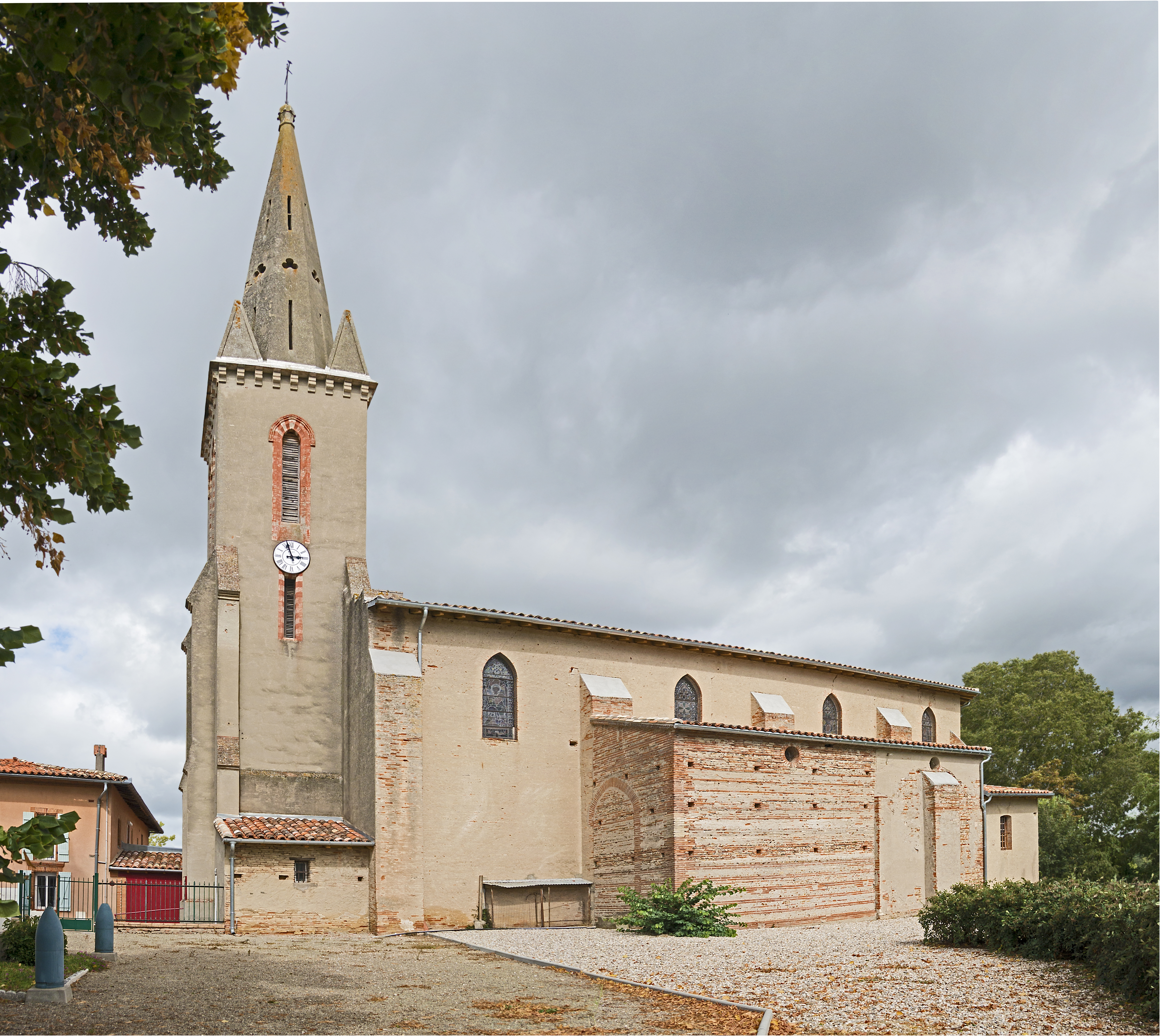

Villaudric – miejscowość i gmina we Francji, w regionie Oksytania, w departamencie Górna Garonna.
Według danych na rok 1990 gminę zamieszkiwało 978 osób, a gęstość zaludnienia wynosiła 80 osób/km² (wśród 3020 gmin regionu Midi-Pireneje Villaudric plasuje się na 348. miejscu pod względem liczby ludności, natomiast pod względem powierzchni na miejscu 936.).